# Uršlja Gora
Uršlja Gora is een plaats in Slovenië en maakt deel uit van de gemeente Ravne na Koroškem in de NUTS-3-regio Koroška.